# Goodhue
Goodhue – miasto położone w południowo-wschodniej części stanu Minnesota. 
Liczy 778 mieszkańców.